# Ємельянова Ніна Олександрівна
Ємельянова Ніна Олександрівна (нар. 19 травня 1926, с. Горяни Смоленської області, СРСР) — український фахівець у галузі пивоварного і солодового виробництва, доктор технічних наук, професор, Лауреат Державної премії України в галузі науки і техніки.

## Наукова діяльність
У 1952 році закінчила Київський технологічний інститут харчової промисловості, після чого працювала на Київському пивзаводі № 1 змінним технологом, начальником цеху, головним технологом, завідувачем лабораторії.
У 1966 р. захистила дисертацію на здобуття наукового ступеня кандидата технічних наук, у 1991 - на здобуття наукового ступеня доктора технічних наук. 
У Національному університеті харчових технологій працювала з 1968 року, займаючи посади старшого науково співробітника Проблемної науково-дослідної лабораторії, доцента і професора кафедри біотехнології продуктів бродіння, екстрактів і напоїв. Під її керівництвом розроблена і впроваджена у виробництво в Україні та країнах СНД технологія солодових екстрактів, житнього солоду, концентрату квасного сусла і квасу. Ємельянова Ніна Олександрівна - один з основних розробників технології й обладнання вітчизняних міні-пивоварних заводів і нових сортів пива та продуктів лікувально-профілактичного призначення.   
Підготувала десятьох кандидатів технічних наук.
Автор та співавтор понад 200 наукових праць, у тому числі 5 підручників і навчальних посібників, понад 30 авторських свідоцтв і патентів України на винаходи, 45 методичних вказівок та методичних рекомендацій.

## Відзнаки та нагороди
Ємельянова Ніна Олександрівна нагороджена орденом Богдана Хмельницького; медалями «За перемогу над Німеччиною у Великій Вітчизняній війні», «До  1500-річчя Києва»,  «Ветеран праці».